# Кёкенхоф
Кёкенхоф (нидерл. Keukenhof [ˈkøːkə(n)ˌɦɔf] — «кухонный двор») — королевский парк цветов (преимущественно лилейных и вообще луковичных) в Нидерландах, между Лейденом и Харлемом, в небольшом городке Лиссе, приблизительно в 5 км от Северного моря.  Ежегодно парк открыт для посетителей примерно с 20-х чисел марта до 20-х чисел мая.

## История

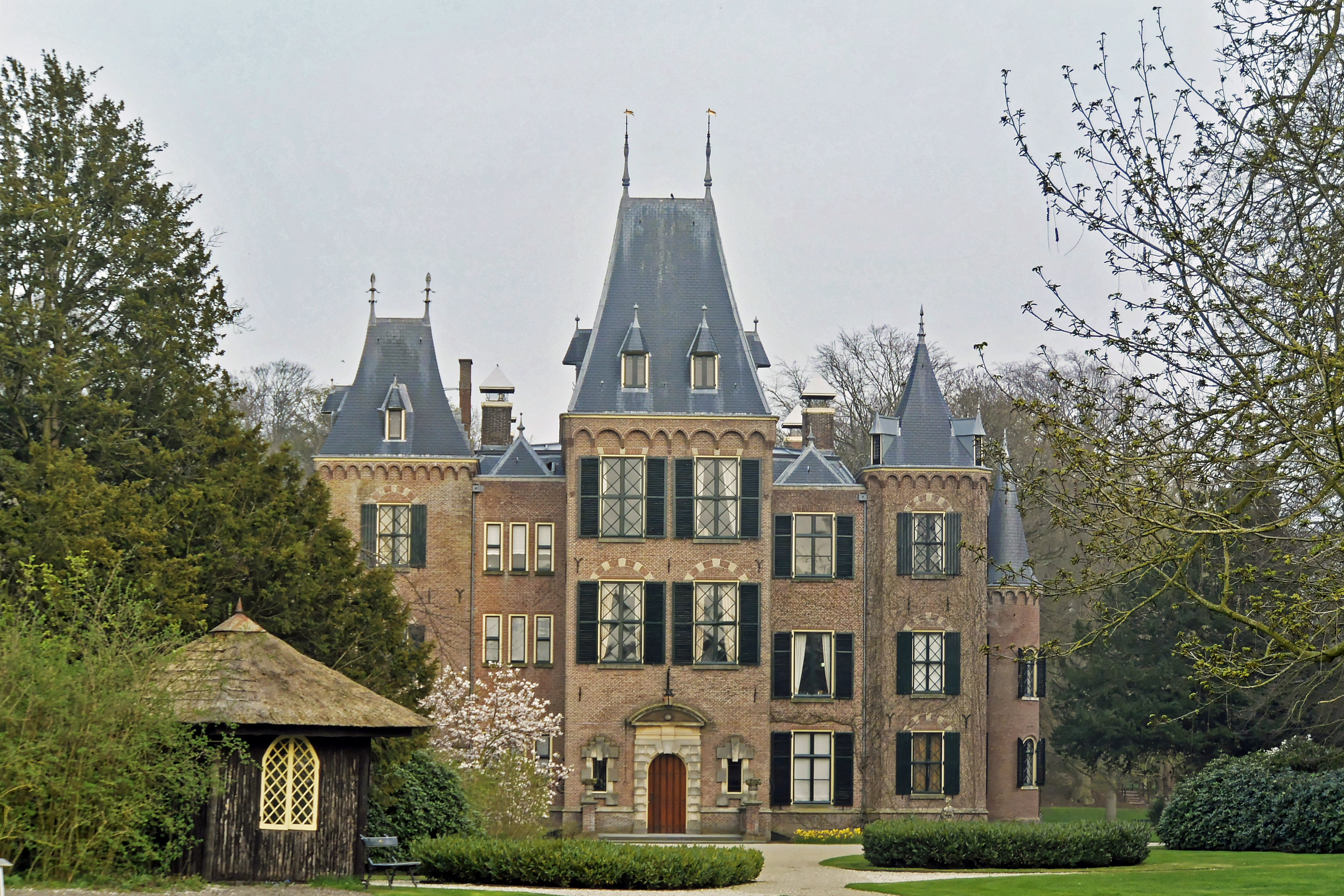
Усадебный дом (XVII-XIX вв.)

История парка корнями уходит в XV столетие, когда эта территория, сплошь покрытая лесами и песчаными дюнами, служила охотничьими угодьями графини Якобы Баварской (Jacoba van Beieren). Для обитателей близлежащего замка Тейлинген (ныне полуразрушенного) окружающий лес был источником дичи, грибов, ягод, лечебных трав. Территория вблизи замка использовалась для выращивания зелени и травы для кухни. Отсюда и название «Кекенхоф», по-голландски означающее «кухонный двор».
В 1640-е гг. на месте огорода по заказу А. М. Блока (управляющего островом Амбон) строится усадебный дом. В начале XIX века имение принадлежало Яну Стенграхту, тонкому ценителю искусств и директору Маурицхёйса. В 1861-63 гг. главный дом был перестроен в неоготическом стиле и обзавёлся традиционными для старонидерландской архитектуры башенками, благодаря чему стал напоминать замок.
В середине XIX века новые владельцы усадьбы Кёкенхоф — барон и баронесса ван Палландт — поручили ландшафтным архитекторам Зохерам (отец Ян Давид и сын Людвиг Пауль), известным благоустройством амстердамского парка Вонделя, облагородить территорию вокруг господского дома. Начало обустройства усадебного парка пришлось на 1857 год. При этом были использованы классические принципы английского паркостроения.
Идея же создания развлекательного парка цветов, одновременно приносящего прибыль с продаж, появилась у производителей и экспортеров цветов в 1940-х годах. Было решено создать наглядную экспозицию для торговли цветами. Начали выращивать не только тюльпаны, но и нарциссы, гиацинты, японскую сакуру. Миру же парк был представлен в 1949 году, когда предприниматели и экспортёры луковичных цветов организовали здесь выставку цветов под открытым небом. Открывала выставку лично королева Юлиана. Её супруг, принц Бернард, впоследствии снял несколько документальных фильмов о парке.
Осенью 2003 года принц Виллем-Александр вместе с призёрами Олимпийских игр высадили первые луковицы для композиции, изображающей олимпийские кольца. За два года до этого Виллем-Александр и Максима (в будущем жена), находясь в парке, впервые были представлены населению страны как пара. Цветочный сезон 2005 года открывала принцесса Маргарита.

## Мельница

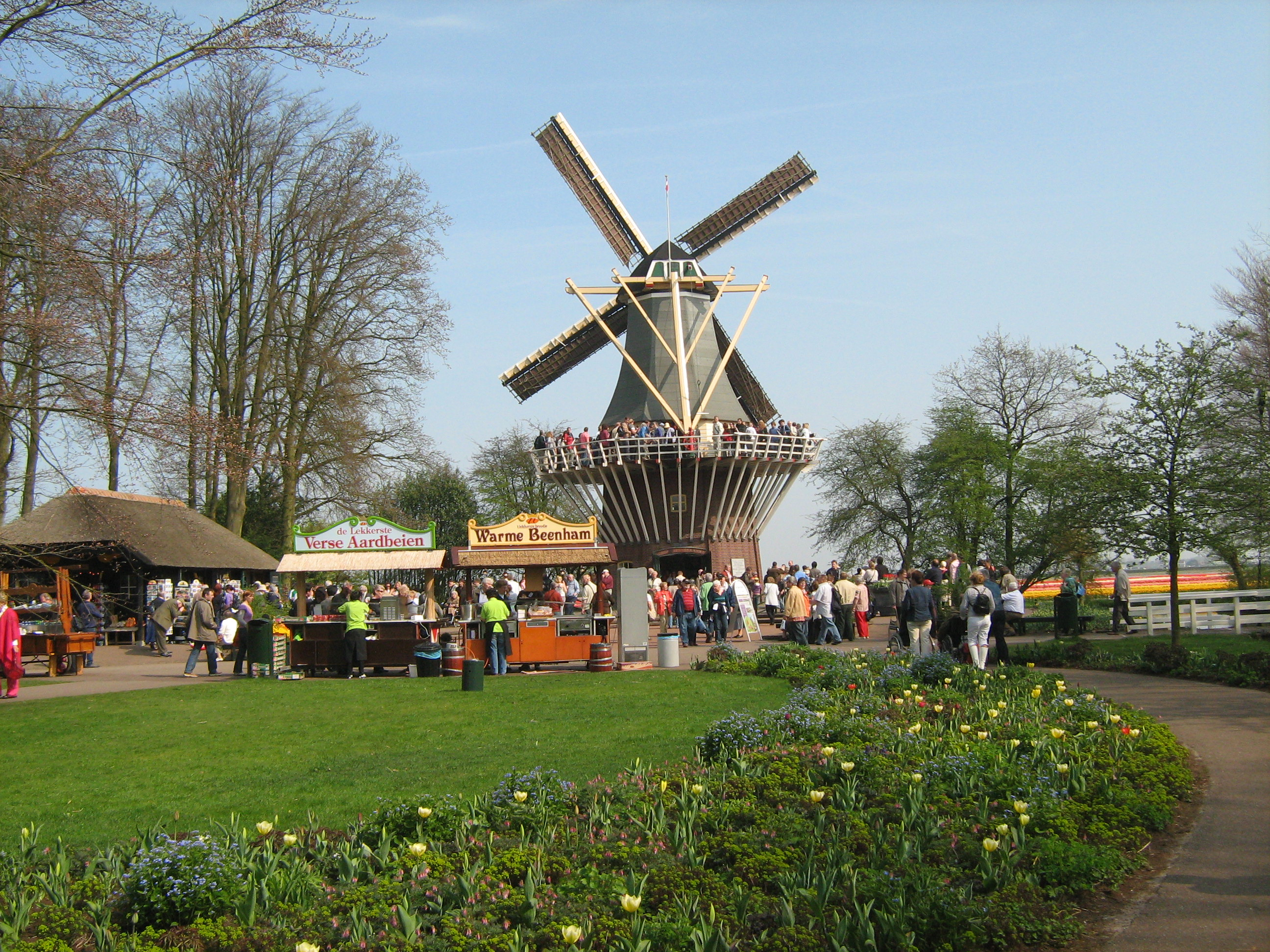
Мельница в парке Кёкенхоф

На территории парка примечательна ветряная мельница. Она была построена в 1892 году в нидерландском городе Гронингене. Первоначальной целью было использование мельницы для откачки воды из польдера. В 1957 году фирма «Holland American Line» выкупила эту мельницу и передарила её в Кёкенхоф, где в 2008 году с ней были проведены реставрационные работы. С тех пор она располагается на территории парка как музей под открытым небом, и каждый желающий может наблюдать за внутренним устройством классической нидерландской мельницы.

## Современность
Парк занимает территорию в 32 гектара, где представлены около 7 миллионов луковичных (гиацинты, крокусы, нарциссы, рябчики, мускари) — из них около 4,5 миллиона тюльпанов 100 различных разновидностей. На территории расположено большое количество озёр, прудов, водопадов, ручьев, каналов. Большинство из них доступно для лодок. Более 40 мостов и мостиков соединяют между собой берега озёр и каналов. 

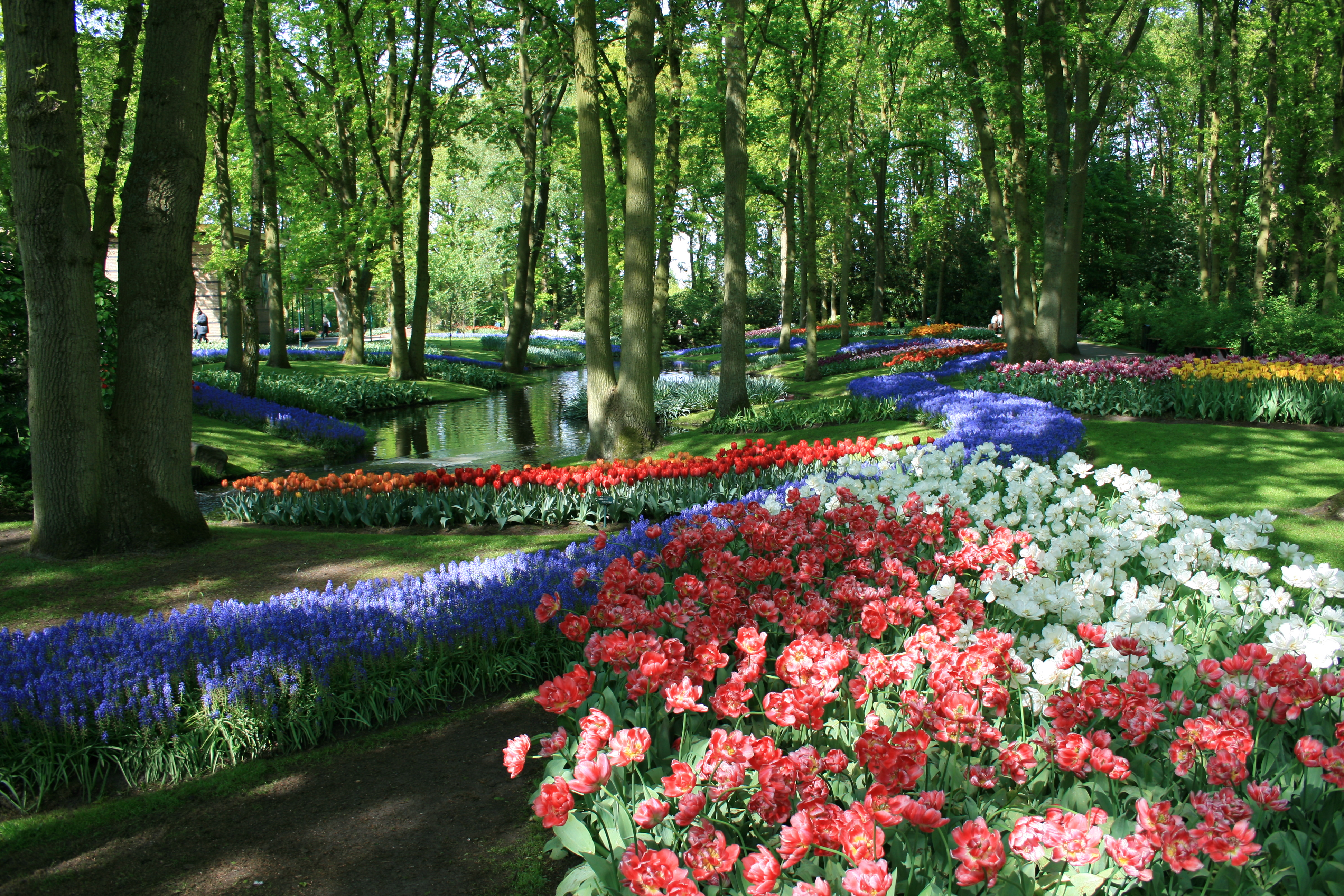
Цветение тюльпанов в Кёкенхофе

Общая длина всех пешеходных дорожек составляет около 15 км. Вдоль дорожек расположены скульптуры нидерландских и зарубежных мастеров: Конинга, Кервеля, Вермера, Брунинга, Александра Таратынова. Около 90 видов деревьев. В парке имеются четыре крытые оранжереи:
- Павильон Виллема-Александра (Willem-Alexander) — амариллисы, гиацинты, гортензии, лилии, горшечные растения и луковичные цветки в горшках.
- Павильон Нассау-Оранских (Oranje Nassau) — фрезии, герберы, розы, тюльпаны, ирисы, альстромерии, нарциссы, хризантемы, каллы и гвоздики.
- Павильон Беатрикс (Beatrix) является личным павильоном принцессы Нидерландов. Расположен в самой северной части парка, недалеко от мельницы. В нём расположены экспозиции орхидей.[4]
- Павильон Юлиана (Pavilion Juliana) - тюльпаномания. Тщательно подобранная коллекция произведений искусства, отражающая богатое культурное наследие региона.

На территории также представлены: ферма домашних животных, павильон королевских шляп, английский чайный павильон, детский развлекательный комплекс «Bollebozen», рестораны, кафе, парковка.
Билеты в парк Кёкенхоф продаются онлайн по сеансам. Система временных интервалов входа в парк регулирует среднее количество посетителей в день. На всей территории парка Кёкенхоф установлена безналичная форма оплаты за товары и услуги.
В конце апреля проходит парад цветов Bloemencorso Bollenstreek. В параде участвуют платформы и машины, украшенные цветами, танцевальные коллективы, артисты и музыканты. Его маршрут длиной 42 км начинается в Нордвейке и заканчивается в Харлеме, проходя через 8 населенных пунктов, включая  Кёкенхоф. Среди участников парада Блюменкорсо проводится конкурс на звание лучшей цветочной платформы и автомобиля - по три призовых места в каждой категории. Парад цветов ежегодно привлекает в Нидерланды около миллиона посетителей.

## Доходы
Кёкенхоф не получает государственных субсидий. Доходы получены от продажи билетов и лицензий на продукты питания и напитки. В 2019 году доход от Кёкенхоф составил 25 миллионов евро. В 2020 году в результате пандемии коронавируса 2019—2020 годов и закрытий для её сдерживания парк был закрыт с 21 марта по 10 мая, что обошлось ему примерно в 25 миллионов долларов потери в доходах.
В 2024 году, в год 75-летия парка Кёкенхоф, его посетило более 1,4 миллиона человек из более чем 100 стран. Большинство посетителей приехали из Нидерландов (20%), за ними следуют Германия, США, Великобритания и Франция. Также наблюдался рост числа посетителей из Азии, хоть он и не превысил показатели до пандемии.